# Mikael Granlund
Mikael Granlund (ur. 26 lutego 1992 w Oulu) – fiński hokeista, reprezentant Finlandii, olimpijczyk.
Jego brat Markus (ur. 1993) także został hokeistą.

## Kariera klubowa
- Laser HT U16 (2005-2006)
- Kärpät U16 (2006-2008)
- Kärpät U18 (2007-2009)
- Kärpät U20 (2008-2009)
- Suomi U20 (2008-2009)
- Kärpät (2008)
- HIFK (2009-2012)
- Houston Aeros (2012-2013)
- Minnesota Wild (2013-2019)
- Nashville Predators (2019-)

Wychowanek klubu Laser HT. Został wybrany w Drafcie NHL z 9. numerem 1. rundy przez drużynę Minnesota Wild. Od maja 2012 zawodnik tego klubu. Wskutek lokautu lokautu w sezonie NHL (2012/2013) od września 2012 do stycznia 2013 roku występował w podrzędnym klubie Houston Aeros. 19 stycznia 2013 roku zadebiutował w rozgrywkach NHL. W pierwszym meczu z Colorado Avalanche zdobył gola. Pod koniec lutego 2019 został przetransferowany do Nashville Predators.

## Kariera reprezentacyjna
W latach 2008–2010 występował w juniorskich reprezentacjach Finlandii. W 2011 mając 19 lat zadebiutował w turnieju mistrzostw świata w seniorskiej reprezentacji Finlandii.
Zdobył złoty medal podczas mistrzostw świata w 2011 na Słowacji. W klasyfikacji punktowej wszystkich zawodników mistrzostw uplasował się na ósmej pozycji (9 pkt za 2 gole i 7 asyst w 9 meczach).
W meczu półfinałowym z reprezentacją Rosji wsławił się zdobyciem niekonwencjonalnego gola w stylu lacrosse (krążek uniesiony na kiju i wstrzelony do bramki z powietrza). Zdjęcie ukazujące moment zdobycia tej bramki zostało uwiecznione na znaczku pocztowym wydanym następnie w Finlandii.
Uczestniczył w turniejach mistrzostw świata edycji 2011, 2012, 2013, 2016, 2018, 2022. W 2013 dołączył do reprezentacji w trakcie turnieju - pierwszy mecz rozegrał w ostatnim spotkaniu fazy grupowej z Austrią i zdobył w nim gola.
W 2014 uczestniczył z reprezentacją Finlandii w turnieju zimowych igrzysk olimpijskich 2014. Zdobył z nią brązowy medal olimpijski po wygranym meczu o trzecie miejsce z reprezentacją USA 5:0. Uczestniczył w turnieju Pucharu Świata 2016.

## Sukcesy

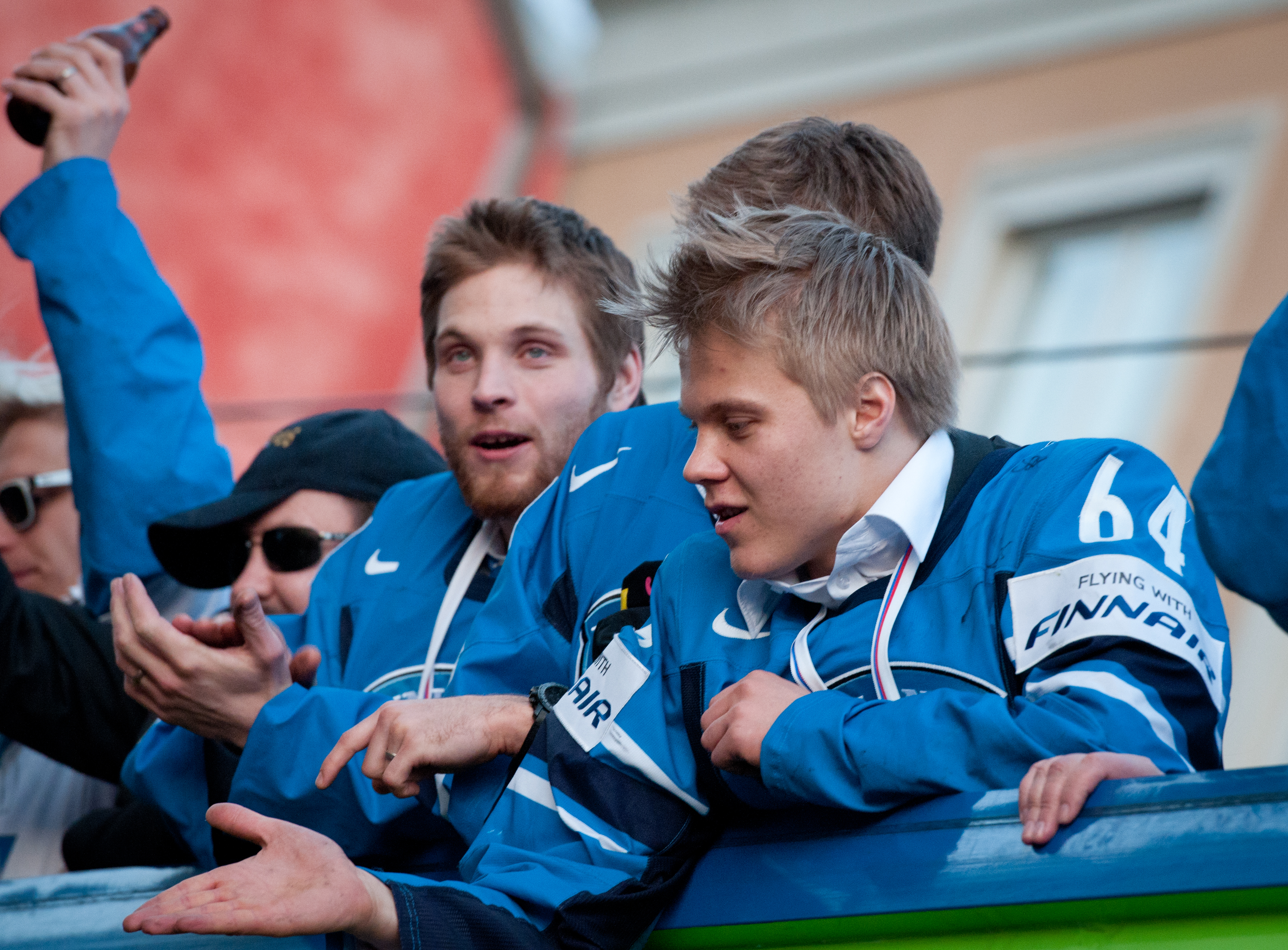
Mikael Granlund (pierwszy z prawej z nr 64) podczas fety po zdobyciu Mistrzostwa Świata, Helsinki 16 maja 2011

Reprezentacyjne
- Brązowy medal mistrzostw świata juniorów do lat 18: 2009, 2010
- Złoty medal mistrzostw świata: 2011, 2022
- Brązowy medal zimowych igrzysk olimpijskich: 2014
- Srebrny medal mistrzostw świata: 2016

Klubowe
- Srebrny medal mistrzostw Finlandii: 2009 z Kärpät
- Złoty medal mistrzostw Finlandii: 2011 z HIFK

Indywidualne
- Mistrzostwa świata do lat 18 w hokeju na lodzie mężczyzn 2009/Elita:
  - Szóste miejsce w klasyfikacji kanadyjskiej turnieju: 13 punktów[8]
  - Pierwsze miejsce w klasyfikacji asystentów turnieju: 11 asyst[9]
  - Drugie miejsce w klasyfikacji +/- turnieju: +9[10]
  - Jeden z trzech najlepszych zawodników reprezentacji[11]
- SM-liiga (2009/2010):
  - Pierwsze miejsce w klasyfikacji asystentów wśród pierwszoroczniaków: 27 asyst
  - Pierwsze miejsce w klasyfikacji kanadyjskiej wśród pierwszoroczniaków: 40 punktów
  - Trofeum Raimo Kilpiö - najuczciwszy zawodnik sezonu
  - Trofeum Jarmo Wasama - najlepszy debiutant sezonu
- Mistrzostwa świata do lat 18 w hokeju na lodzie mężczyzn 2010/Elita:
  - Trzecie miejsce w klasyfikacji kanadyjskiej turnieju: 13 punktów[12]
  - Pierwsze miejsce w klasyfikacji asystentów turnieju: 9 asyst[13]
  - Jeden z trzech najlepszych zawodników reprezentacji
- SM-liiga (2010/2011):
  - Pierwsze miejsce w klasyfikacji asystentów w fazie play-off: 11 asyst[14]
  - Drugie miejsce w klasyfikacji kanadyjskiej w fazie play-off: 16 punktów[15]
  - Drugie miejsce w klasyfikacji kanadyjskiej w fazie play-off: 16 punktów
  - Trofeum Raimo Kilpiö – najuczciwszy zawodnik / dżentelmen sezonu
- Karjala Cup 2011:
  - Skład gwiazd turnieju
- SM-liiga (2011/2012):
  - Szóste miejsce w klasyfikacji kanadyjskiej w sezonie zasadniczym: 51 punktów
- Mistrzostwa Świata Juniorów w Hokeju na Lodzie 2012/Elita:
  - Pierwsze miejsce w klasyfikacji asystentów turnieju: 9 asyst (ex aequo z Nailem Jakupowem)
  - Trzecie miejsce w klasyfikacji kanadyjskiej turnieju: 11 punktów
  - Jeden z trzech najlepszych zawodników reprezentacji
  - Skład gwiazd turnieju
- Hokej na lodzie na Zimowych Igrzyskach Olimpijskich 2014 – turniej mężczyzn:
  - Trzecie miejsce w klasyfikacji kanadyjskiej turnieju: 7 punktów
  - Skład gwiazd turnieju
- Mistrzostwa Świata w Hokeju na Lodzie 2016/Elita:
  - Czwarte miejsce w klasyfikacji asystentów turnieju: 8 asyst[16]
  - Piąte miejsce w klasyfikacji kanadyjskiej turnieju: 12 punktów[17]
  - Jeden z trzech najlepszych zawodników reprezentacji w turnieju[18]
  - Skład gwiazd turnieju[19]

Wyróżnienie
- Numer 64, z którym podjął występy Mikael Granlund, został zastrzeżony przez jego macierzysty klub Laser HT (2011)[20][21][22]